# Europa Universalis IV
Europa Universalis IV (thường gọi là EUIV hay EU4) là một trò chơi máy tính thuộc thể loại chiến lược thời gian thực trong series game Europa Universalis, do Paradox Development Studio phát triển và được phát hành bởi Paradox Interactive. Trò chơi phát hành vào ngày 13 tháng 8 năm 2013.
Nội dung của trò chơi xoay quanh khoảng thời gian lịch sử kéo dài từ ngày 11 tháng 11 năm 1444 đến ngày 2 tháng 1 năm 1821. Qua các thời kì khác nhau của lịch sử thế giới từ trung đại tới cận đại như Nội chiến Anh, phong trào Kháng Cách, các phát kiến địa lý, Chiến tranh Ba Mươi Năm,hay Đế quốc La Mã Thần thánh cũng như các sự kiện ở nhiều vùng khác nhau trên thế giới.

## Nội dung
Nội dung trò chơi chủ yếu diễn ra từ thời kì các quốc gia Châu Âu bắt đầu phát kiến và xây dựng thuộc địa ở Tân Thế giới. Nó mở ra thời kì lịch sử từ cuối Chiến tranh Trăm Năm và sự kết thúc của Đế quốc Đông La Mã và tiếp tục qua các thời kì cách mạng của Hoa Kỳ và Pháp, bao gồm cả thời kì diễn ra các cuộc chiến tranh của Napoléon. Tuy nhiên, xuyên suốt quá trình chơi, người chơi sẽ tự quyết định tiến trình lịch sử, cho nên đến cuối của trò chơi, thế giới trong trò chơi có thể khác xa thực tế. Người chơi có thể chọn hằng trăm quốc gia trong thời kì này, tư những đế quốc hùng mạnh như Tây Ban Nha, Pháp và Anh đến những cường quốc trong khu vực Ba Tư, Bavaria hoặc những nhóm khác như các bộ lạc thổ dân châu Mỹ hoặc những quốc gia ở phía Đông như nhà Minh, nhà Thanh.
Khoảng thời gian trong trò chơi dài gần bốn thế kỷ, bắt đầu từ ngày 11 tháng 11 năm 1444 Công nguyên (một ngày sau khi liên quân Ba Lan và Hungary thất bại trước đạo quân người Thổ của Đế quốc Ottoman tại trận Varna và cái chết của vua Władysław III của Ba Lan và Hungary) và kết thúc ngày 1 tháng 1 năm 1821 (năm mà Napoleon Bonaparte qua đời). Bản đồ game trải dài toàn bộ Trái Đất (trừ các vùng cực), trong đó người chơi có thể tự do khám phá và mở rộng được hầu hết các vùng trên Trái Đất. ngoại trừ những vùng đất nhất định như sa mạc và vùng lãnh nguyên được coi là không thể ở được hoặc chưa được khám phá trong khoảng thời gian lịch sử của trò chơi. Game có nhiều bối cảnh lịch sử khác nhau để bắt đầu, chẳng hạn như việc phát hiện ra châu Mỹ vào năm 1492, Chiến tranh Ba Mươi Năm hoặc Chiến tranh kế vị Tây Ban Nha.

## Lối chơi
Europa Universalis IV tạo một bản đồ tương tác chia thế giới thành các tỉnh thành (province) là cơ sở tạo nên các quốc gia khác nhau. Mỗi tỉnh thành cung cấp cho quốc gia tài nguyên, mức độ bất ổn (unrest) và ham muốn tự trị (autonomy).
Lối chơi của EUIV yêu cầu người chơi lãnh đạo quốc gia cần phải cân bằng sức mạnh quân sự, ngoại giao và kinh tế. Người chơi thực hiện thông qua sự lựa chọn của họ như là chủ quyền của quốc gia, và thông qua các chi tiêu các nguồn lực có sẵn: Danh tiếng (Prestige), sự ổn định (Stability), tiền bạc (Ducat), nhân lực cho quân đội (Manpower) và "Monarch Points" (Bao gồm Administrative, Diplomatic và Military).
Người chơi có thể tiến hành chinh phục thế giới bằng quân sự, hay trở thành đế quốc thực dân, thiết lập sự thống trị kinh tế hay bất cứ thứ gì mà họ có thể tưởng tượng ra. Trò chơi thiết lập thế giới giả định và không có chiến thắng tuyệt đối, người chơi chỉ thất bại khi quốc gia của họ bị xóa tên trên bản đồ thế giới.
Ngoại giao là một khía cạnh quan trọng trong EUIV, như thiết lập liên minh (Alliances) và chư hầu (vassal state), cải thiện quan hệ ngoại giao và xem xét sự bành trướng và liên minh quân sự là điều cần thiết để quốc gia của người chơi sống sót. Tình báo (Espionage) là công cụ thích hợp chống lại kẻ địch để chiếm hữu lãnh thổ, kích động bạo loạn và nhiều mục đích khác.
Chiến trận được tiến hành ở đất liền và trên biển, dựa trên những yếu tố chân thực như sĩ khí (morale), kỷ luật (discipline), khả năng của tướng tá (general), địa hình (terrain) và đường tiếp tế (supply lines).
Nâng cấp trình độ khoa học kỹ thuật luôn được đầu tư và yêu cầu tiêu tốn một lượng "Monarch Points":
- Tiến bộ trong quản lý hành chính (Adminitrative Technology) cho phép tăng cường sức sản xuất, thể chế mới, các công trình phục vụ chính phủ, sản xuất và hệ thống ý tưởng (ideas).
- Tiến bộ trong ngoại giao (Diplomacy Technology) cho phép phát triển thủy quân, ngoại thương, các công trình phục vụ cho hàng hải, buôn bán và bành trướng thuộc địa (colonial expansion).
- Tiến bộ trong quân sự (Military Technology) cho phép phát triển lực lượng quân đội trên đất liền, sĩ khí, khả năng tác chiến, các công trình phục vụ quốc phòng.

EUIV còn có hệ thống các sự kiện ngẫu nhiên. Các sự kiện này có thể hữu dụng, vô dụng, thậm chí là có hại đối với sự phát triển của quốc gia. Một vài sự kiện ngẫu nhiên được dựa trên lịch sử của các quốc gia và nhiều lúc đưa các quốc gia này vào những sự lựa chọn khó khăn, có khi lại tăng sức mạnh quốc gia.
Người chơi có thể chọn chế độ chơi đơn với máy hoặc chơi mạng. Chơi đơn có một chế độ chơi là "Ironman" mà nó xóa bỏ quyền điều khiển việc lưu trò chơi, bù lại nó sẽ khởi động các "achievements".

## Các phiên bản mở rộng
Một vài bản mở rộng của game đã được cập nhật. Cụ thể như là:
- Conquest of Paradise: Phát hành vào ngày 11 tháng 1 năm 2014[8], bổ sung những quốc gia của người bản địa châu Mỹ, và tạo ra bản đồ giả tưởng dựa trên hai lục địa Bắc Mỹ và Nam Mỹ, ở bản mở rộng này, người chơi có thể chọn một quốc gia thuộc địa như Thirteen colonie (13 bang thuộc địa).
- Wealth of Nations: Phát hành vào ngày 29 tháng 5 năm 2014[9][10], cải thiện sự hợp lý của game giao thương và chế độ Cộng Hòa Thương Nhân (Merchant Republic), cải thiện sự cân bằng trong game, ngoài ra có thêm các tàu tư nhân, cướp biển trong giao thương hàng hải, đặt các thành phố giao thương chính như London của Anh, Hàng Châu của nhà Minh. Bản mở rộng này đưa thêm các công ty thương mại (Trade Company) vào trò chơi.
- Res Publica: Phát hành vào ngày 16 tháng 7 năm 2014[11], bổ sung cải tiến vào công việc hành chính và giao thương, chỉnh sửa lại các sự kiện phù hợp với lịch sử, bổ sung các Idea Group, thêm chế độ bầu cử cho thể chế Cộng hòa Hà Lan.
- Art of War: Phát hành vào ngày 30 tháng 10 năm 2014[12], tập trung vào Chiến tranh ba muơi năm, đồng thời thay đổi cơ bản về thuộc quốc và việc quản lý hàng hải. Ngoài ra phiên bản này còn mở rộng số lượng đô thị, tôn giáo, văn hóa trên bản đồ, đặc biệt là châu Á và châu Phi.
- El Dorado: Phát hành vào ngày 26 tháng 2 năm 2015 [13], giới thiệu mảng xây dựng quốc gia (nation designer), bổ sung các quốc gia và tôn giáo ở Trung và Nam Mỹ, điều chỉnh về công cuộc thám hiểm trên biển và đất liền, các thuộc địa và chư hầu. Cướp biển có thể bị truy bắt bởi các lực lượng hải quân.

## Thông tin kỹ thuật[14]
EU4 cũng như các game khác của Paradox Development Studio như Crusader Kings II đều sử dụng Clausewitz 2.5 engine. EU4 có thể chạy trên nhiều nền tảng như Windows, Linux và Mac OS X.

### Cấu hình yêu cầu

#### Microsoft Windows
- Hệ điều hành: XP/Vista/Windows 7/Windows 8
- Bộ xử lý: Intel® Pentium® IV 2.4 GHz or AMD 3500+
- Bộ nhớ: 2GB Ram
- Không gian ổ cứng: 2GB
- Card đồ họa: NVIDIA® GeForce 8800 hoặc ATI Radeon® X1900, đề nghị 1GB bộ nhớ, yêu cầu tối thiểu 512 MB
- Card âm thanh: Direct X-compatible soundcard
- DirectX®: 9.0c
- Yêu cầu với phần nhiều người chơi: kết nối Internet hoặc LAN
- Hỗ trợ tối đã 32 người chơi

#### Macintosh OS X
- Phiên bản: 10.6.8 hoặc cao hơn
- Bộ xử lý:  Intel Core Duo Processor (2 GHz hoặc cao hơn)
- Bộ nhớ: 2GB Ram
- Không gian ổ cứng: 2GB
- Video Card: ATI Radeon HD 6750 / NVIDIA GeForce 320 / NVIDIA GeForce 9600 hoặc cao hơn yêu cầu 1GB bộ nhớ
- Additional: GLSL 1.3, OpenGL 2.1
- Yêu cầu với phần nhiều người chơi: kết nối Internet hoặc LAN
- Hỗ trợ tối đã 32 người chơi

#### Linux
- Phiên bản: 12.04 LTS hoặc cao hơn
- Bộ xử lý:  Intel Core Duo Processor (2 GHz hoặc cao hơn)
- Bộ nhớ: 2GB RAM
- Không gian ổ cứng: 2GB
- Video Card: ATI Radeon HD 6750 / NVIDIA GeForce 320 / NVIDIA GeForce 9600 hoặc cao hơn yêu cầu 1GB bộ nhớ
- Additional: GLSL 1.3, OpenGL 2.1
- Yêu cầu với phần nhiều người chơi: kết nối Internet hoặc LAN
- Hỗ trợ tối đa 32 người chơi